# Carlos Peisojovich
 Carlos Mario "El Peiso" Peisojovich  (Santa Fe, Argentina; 9 de julio de 1943-Ibidem; 21 de octubre de 2020) fue un periodista, locutor, crítico de cine y libretista argentino. Fue uno de los pioneros radiofónicos de la provincia santafesina.

## Carrera
De padre abogado, era apasionado desde muy niño por la radio desde que escuchaba todos los domingos al relator de futbol Joaquín Carballo Serantes (Fioravanti), y en emisoras como Excélsior y Mitre. Luego empezó a escribir e hizo un diario de barrio amarillista que se llamó El basurero.
De matrimonio mixto, papá judío no practicante y de profesión abogado. Mamá católica y profesora de francés. Terminó sus estudios secundarios en el colegio nacional Simón de Iriondo. En deportes jugó al rugby en Universitario. Se fue a estudiar abogacía a Buenos Aires pero los medios lo sedujeron más y empezó a hacer cursos  y talleres de comunicación y medios de información. Incursionó en el ambiente literario y cultural del Buenos Aires de principios de los sesenta.
Hombre carismático y creativo de los medios de comunicación santafesinos, Carlos Peisojovich fue en los años 1960 libretista de LT10, para luego ser fichado como locutor y redactor de la radio universitaria. En el año 1969 trabajó en LT9 donde estuvo hasta 1973. Padre de tres hijos, Cirilo Carlos, Maximiliano José y Nicolás, fruto de su matrimonio con Ana María "Chacha" de Olazábal.
Hizo también teatro con Silvana Montemurri, su entonces esposa "Chacha" Olazabal, Hugo Pascucci, bajo la dirección de Hugo Maggi. Con Rubén Rodríguez Aragó hizo Café Concert. Presentó obras como Juan Moreyra Supershow de Pedro Orgambide y Jorge Schussheim en Villa Gesell.
Por su relación con las artes escénicas, culturales y mediáticas, debió exiliarse en 1974 a España, hasta 1993 donde dejó una huella imborrable en el Viejo Mundo; entre otras cosas logró el récord de 111 horas ininterrumpidas en radio. Tras su etapa en los medios locales de Santa Fe su aparición fue una entrada de aire fresco en la radio española de finales de los setenta, que se estaba sacudiendo la caspa del franquismo. Llegó a batir el récord de permanencia en antena con un programa que duró más de cien horas ininterrumpidas.
En España, además hizo eventos, fue jurado en festivales, parte de radio la COPE en España (una de las radios más escuchadas de Europa); también fue contratado por ONDA CERO, y fue representante de artistas del sello Ariola, además de ser colaborador de numerosos diarios, conociendo y entrevistando a cientos de artistas internacionales, como Sabina, Joan Manuel Serrat, Carlos Santana, Julio Iglesias, Luis Aguilé, Alberto Cortez, Facundo Cabral, entre otros.
En los años ochenta trabajó en la Radio Popular de Reus. Supo renunciar a algunas ofertas en Madrid y Barcelona porque prefirió el calor de la radio de proximidad a las concesiones e imposturas de los grandes medios. De carácter indomable y defensor de la libertad de prensa, fue multado infinidad de veces por la dirección en los medios donde se desempeñó. 
De regreso en la Argentina volvió a trabajar en LT10 como animador, locutor y asesor; luego en LT9 hablándole a todo el interior de la provincia, pionero de los programas en vivo en la mañana de Canal 13 con Hola Show. En el año 97 irrumpió en la señal de Cablevideo Santa Fe con el recordado programa diario Peisapping que lo tuvo 8 años al aire ininterrumpidamente. En los últimos años trabajó en el canal del Diario El Litoral Cable y Diario con el programa Tele Peisadilla, producido, ahora conducido, por su hijo Nicolás Peisojovich. Colaboró también junto a su hijo menor con una columna semanal llamada Peisadilla en el Diario El Litoral.
En el 2019, Peiso fue declarado santafesino destacado por el Concejo Municipal de Santa Fe, por su trayectoria en los medios de comunicación de la ciudad.
Murió el 21 de octubre de 2020 a los 77 años de edad, víctima de un infarto múltiple. Sus restos fueron esparcidos en compañía de sus amigos en la Laguna Setúbal de Santa Fe, respetando su último deseo.

## Radio
- 1964/1965: Mundo joven
- Tiempo de verano
- Radiograma 65
- Beatle solamente Beatle
- Mundo joven de verano
- Ritmo de juventud

## Televisión
- Hola Show
- Peisapping
- Tele Peisadillas